# Брисон Гераклейский
Брисо́н Геракле́йский (в некоторых русских источниках: Бризон, др.-греч. Βρύσωνος) — древнегреческий математик и софист V века до н. э. Проводил исследования по проблеме квадратуры круга и вычислению приближённого значения числа {\displaystyle \pi }.

## Биография и научная деятельность
Брисон родился в Гераклее Понтийской. Подробности его биографии неизвестны. Возможно, он был учеником Сократа.
Независимо от своего современника Антифонта, Брисон открыл метод вычисления площади круга. Для получения нижней оценки площади он использовал вписанный в круг правильный многоугольник, число сторон которого последовательно удваивалось, а для верхней.оценки аналогично применял описанный многоугольник (Антифон ограничился нижней оценкой). В результате Брисон сумел найти приближённое значение числа {\displaystyle \pi .} Впоследствии (III век до н. э.)  Архимед тем же методом вычислил значение {\displaystyle \pi } с большей точностью.